# Narodowa Służba Wywiadowcza (Albania)
Narodowa Służba Wywiadowcza (alb. Shërbimi Informativ Kombëtar, znana bardziej pod akronimem ShIK) – albańska agencja wywiadowcza, działająca w latach 1992–1999.

## Historia
Narodową Służbę Wywiadowczą ShIK powołał do życia parlament albański 2 lipca 1991 (ustawa 7495), w miejsce istniejącej w okresie komunistycznym – Sigurimi. Celem agencji miało być przeciwdziałanie zagrożeniom wewnętrznym o charakterze politycznym i ochrona przedstawicieli nowych władz. Na czele ShIK stanął w 1992 Bashkim Gazidede. Według szacunków w ShIK służyło w 1996 około 3 tysięcy agentów, określanych w tym czasie jako pretorianie Berishy. Większość funkcjonariuszy ShIK pochodziła z północno-wschodniej części kraju, skąd pochodził ówczesny prezydent Albanii Sali Berisha. W opinii brytyjskiego dziennikarza Christophera Deliso w 1995 ShIK współpracowała z CIA w akcji zatrzymywania i deportowania islamskich radykałów, przebywających w Albanii, w tym pochodzącego z Egiptu Abu Omara.
W czasie zamieszek, do których doszło w Albanii wiosną 1997 ShIK miał odegrać decydującą rolę w operacji przywracania porządku na południu kraju. Kilku funkcjonariuszy zginęło w czasie ataku demonstrantów na budynek policji we Wlorze w początkach marca 1997. W dniu 14 marca 1997, kiedy fala anarchii dotarła do Tirany, patrole złożone z funkcjonariuszy ShIK patrolowały dzielnicę rządową.
1 kwietnia 1997 nowy premier rządu albańskiego – Bashkim Fino – oświadczył, że działalność ShIK, jako policji politycznej poprzedniego reżimu zostaje zawieszona. Do dymisji podał się dyrektor ShIk Bashkim Gazidede, jak też jego zastępca Bujar Rama. Nowym dyrektorem ShIK został Arben Karkini. Po zwycięstwie partii socjalistycznej w wyborach w lipcu 1997, na czele ShIK stanął Fatos Klosi, który także miał nadzorować restrukturyzację służb, we współpracy z grupą ekspertów z CIA. Klosi był dawnym funkcjonariuszem Sigurimi, odsuniętym ze służby w 1992. Przejęcie przez niego kontroli nad ShIK odbierano w Albanii jako przejaw powrotu do służb dawnych agentów komunistycznych. W 1998 prowadzono śledztwo na temat ukrytych źródeł finansowania ShIK, w okresie rządów Berishy. Jeden z deputowanych Gramoz Pashko sugerował, że znaczna część dochodów służb mogła pochodzić z działalności przestępczej, w tym z przemytu. 
Po zakończeniu procesu restrukturyzacji decyzją Sądu Konstytucyjnego Albanii z listopada 1999 Narodowa Służba Wywiadowcza została przemianowana na Państwową Służbę Wywiadowczą (Shërbimi Informativ Shtetëror, ShISh).
Określenie ShIK przyjęto także jako nazwę służb wywiadowczych Kosowa w 1999, dla odróżnienia od albańskiej poprzedniczki używano także określenia K-ShIK (Narodowa Służba Wywiadowcza Kosowa).